# Beautiful Minds
Beautiful Minds (Presque) è un film del 2021 diretto da Bernard Campan e Alexandre Jollien.

## Trama
Louis è un uomo di poche parole che dirige un'impresa di pompe funebri mentre Igor è disabile a causa di una paralisi cerebrale. I due si conoscono quando Louis con la macchina investe per sbaglio Igor mentre sta facendo delle consegne a domicilio per lavoro.

## Distribuzione
Il film è stato distribuito nelle sale cinematografiche italiane a partire dal 24 febbraio 2022.